# Oriol Puig i Almirall
Oriol Puig i Almirall   (Vilanova i la Geltrú, 7 de juny de 1913 - Vilanova i la Geltrú, 28 de maig de 1977) fou un erudit local, dramaturg i poeta català. També s'interessà per la filatèlia, la filologia i el folklore.
Estudià batxillerat al col·legi Samà de Vilanova i la Geltrú i posteriorment inicià els estudis de medicina a Barcelona, però l'esclat de la Guerra Civil n'impedí la seva finalització. Realitzà diversos estudis sobre el parlar propi de Vilanova i la seva comarca. Com a escriptor en català fou reconegut i premiat als Jocs Florals du Genet d'Or, al Rosselló, a Mèxic, l'Alguer o Barcelona, entre d'altres llocs.
El primer llibre que publicà fou Proses rimades (1950), amb proemi de Joan Rius i Vila i portada de Pau Roig i Estradé. Posteriorment publicà diverses obres de teatre, com El retorn, estrenada al Teatre Bosc el 9 de juny de 1953 i publicada el 1954; L'argenter de Girona, estrenada al 15 de juny de 1954 i publicada el 1955; El carlà de la Geltrú, estrenada el 2 de setembre de 1956 al Círcol Catòlic; El preu de la redempció, estrenada l'11 d'abril de 1959 al Teatre Capsa de Barcelona; El cafè sense sucre (1961) i La promesa del blanquer (1963), entre d'altres. Va deixar inèdit el llibre El carnaval vilanoví. Dades per a la seva història, un treball minuciós fruit d'anys de recerca i recopilació de dades sobre el Carnaval de Vilanova i la Geltrú que finalment va veure la llum en el vint-i-cinquè aniversari de la seva mort, el 2002.
Morí a Vilanova i la Geltrú el 28 de maig de 1977.